# Айруно
Айруно (італ. Airuno) — муніципалітет в Італії, у регіоні Ломбардія, провінція Лекко.
Айруно розташоване на відстані близько 500 км на північний захід від Рима, 37 км на північний схід від Мілана, 12 км на південь від Лекко.
Населення — 2925 осіб (2014).
Покровитель — Santi Cosma e Damiano.

## Демографія
Населення за роками:

Станом на 1 січня 2023 року в муніципалітеті офіційно проживали 362 іноземці з 42 країн, серед них 45 громадян країн Євросоюзу та 16 громадян України.

## Сусідні муніципалітети
- Бривіо
- Колле-Бріанца
- Ольджате-Мольгора
- Ольджинате
- Вальгрегентіно